# Charles-Édouard Campeau
Pour les articles homonymes, voir Campeau.
Charles-Édouard Campeau (né le 24 avril 1916 et mort le 30 mars 1992) est un ingénieur et homme politique fédéral du Québec.

## Biographie
Charles-Édouard Campeau devient député du Parti progressiste-conservateur du Canada dans la circonscription de Saint-Jacques lors des élections de 1958. Il ne se représenta pas lors des élections de 1962, permettant au libéral Maurice Rinfret de faire son entrée en politique fédérale.